# 26. domobranska pješačka pukovnija
26. domobranska karlovačka pješačka pukovnija (Karlovacer Landwehr-Infanterie-Regiment Nr.26, Károlyvárosi 26. honvéd gyalogezred) bila je pukovnija u sastavu Kraljevskog hrvatskog domobranstva. Stožer pukovnije bio je u Karlovcu. I. i II. bojna bila je stacionirana u Karlovcu, a III. u Gospiću.

## Povijest
Osnovana je 1889. iz 26. pješačke polubrigade, koja je ustrojena 1874. iz 87., 88. i 89. domobranske satnije.
Zapovjednik pukovnije 1914. bio je pukovnik Georg Petrović. Iste godine uključena je u 42. domobransku pješačku "Vražju" diviziju. Divizija je imala 14.000 ljudi i bila je pod zapovjedništvom general-pukovnika Stjepana Sarkotića. To je jedna od najpoznatijih vojnih postrojba hrvatske ratne prošlosti. Svoj ratni put počela je na srbijanskom ratištu, u Srijemu, kao dio snaga prvog udara. Kasnije sudjeluje u bitkama na Ceru i Kolubari, a zatim je upućena u Galiciju. Početkom 1918. godine bila je prebačena na talijansko ratište, gdje ostaje do kraja rata.
O ljudskim gubitcima svih hrvatskih postrojbi austro-ugarske vojske uoči Božića 1915. govori Miroslav Krleža u romanu Zastave (citirajući vjerodostojno onodobne novinske izvještaje) te spominje 26. pukovnija s 20.000 mrtvih. Do točnih podataka je teško doći, jer su oni zametnuti i rasuti po arhivima u Beču, Budimpešti i Beogradu.
U prosincu 1918., časnici i domobrani sad već bivše 26. karlovačke pukovnije sudjelovali su u oslobađanju Međimurja od mađarske okupacije. Jezgru oslobodilačke vojske činila su dva karlovačka bataljuna. Zapovjednici bataljuna bili su Tartaglia i major Josip Špoljar. Zajedničko zapovjedništva nad oba bataljuna imao je major Mirko Pogledić. Osim toga, iz Karlovca su u borbu pošli i pitomci kadetske škole i hrvatski sveučilištarci.  Bili su pod zapovjedništvom satnika Šege, satnika Izera i natporučnika Krpana.

## Sastav
1914. narodnosni sastav je bio sljedeći: 97% Hrvata i Srba te 3% ostalih.

## Raspuštanje
Stvaranjem Države Slovenaca, Hrvata i Srba pokrenut je krajem 1918. proces demobilizacije u kojem je raspušteno Hrvatsko domobranstvo. Raspuštanje domobranstva počelo je u studenome 1918. i nastavilo se u prvim mjesecima 1919. Početkom siječnja 1919. naređeno je ukidanje 25. i 26. pješačke pukovnije (kao i onih iz zajedničke austro-ugarske vojske).

## Vanjske poveznice
- Popis časnika i dočasnika postrojbe 1918.